# Hawaiki nui
Ne doit pas être confondu avec Hawaiki nui va'a.
Hawaiki nui est une grande pirogue double célèbre pour avoir réalisé entre octobre et décembre 1985 un voyage de 4 000 kilomètres sans instrument de navigation entre Tahiti et la baie de Plenty, en Nouvelle-Zélande. Mise en chantier en 1981, elle fit successivement étape, au cours de son périple, à Moorea, Raiatea et Rarotonga.
Son nom signifie « la grande terre des origines », ce qui est un choix chargé de symbole car, selon la tradition polynésienne, Hawaiki est le lieu des naissances des dieux, des souverains et des hommes.